# Frans Stoppelman
Frans Stoppelman (Amsterdam, 9 januari 1921 - Mexico-Stad, 23 oktober 2007) was een Nederlandse persfotograaf die zich na de Tweede Wereldoorlog in Latijns-Amerika vestigde. Zijn oog voor bizarre situaties leverde hem internationale erkenning op. Zijn foto's werden gepubliceerd in Life, Paris Match, Quick en Stern. Zijn portret, hiernaast afgebeeld, werd geschilderd door Norbert Olthuis en is in het bezit van het Joods Museum.

## Leven
Frans Stoppelman werd geboren op 9 januari 1921 in Amsterdam. Zijn vader was textielhandelaar. Hij kocht zijn eerste camera, een Kodak Brownie, met spaarzegels. Na de dood van zijn moeder en een ruzie met zijn stiefmoeder, ging hij van huis weg. Hij was 15 en had twee jaar MULO opleiding genoten. Via de Middelbare Handelsavondschool haalde hij het diploma Nederlandse taal, handelskennis en Frans bij de Nederlandse Vereniging van Leraren.
Vanwege zijn joodse achtergrond moest Stoppelman tijdens de Tweede Wereldoorlog Nederland ontvluchten. Na een voetreis bereikte hij Zwitserland op 13 april 1942. Hij werd geïnterneerd in het werkkamp Les Verrières. Daar maakte hij zijn eerste fotoreportage, die nu in bezit is van het Joods Museum in Amsterdam. Hij mocht een opleiding volgen aan een fotoacademie in Lausanne. Na de oorlog verbleef hij aanvankelijk in Zwitserland als persfotograaf.

In 1949 ging hij naar Chili. Hij fotografeerde kinderen in zwembaden, waaronder die van het hoofd van politie. Prompt werd Stoppelman politiefotograaf. Zijn gevoel voor bizarre situaties bezorgde hem een internationale doorbraak. Het tijdschrift Life publiceerde een foto van mensen die zich verdringen rond de eerste roltrap in de hoofdstad Santiago. In 1954 werd een mummie van een Inca-kind gevonden op de Plomo-berg en Stoppelman maakte een foto met de directrice van het museum van natuurgeschiedenis, Grete Mostny (zie afbeelding).

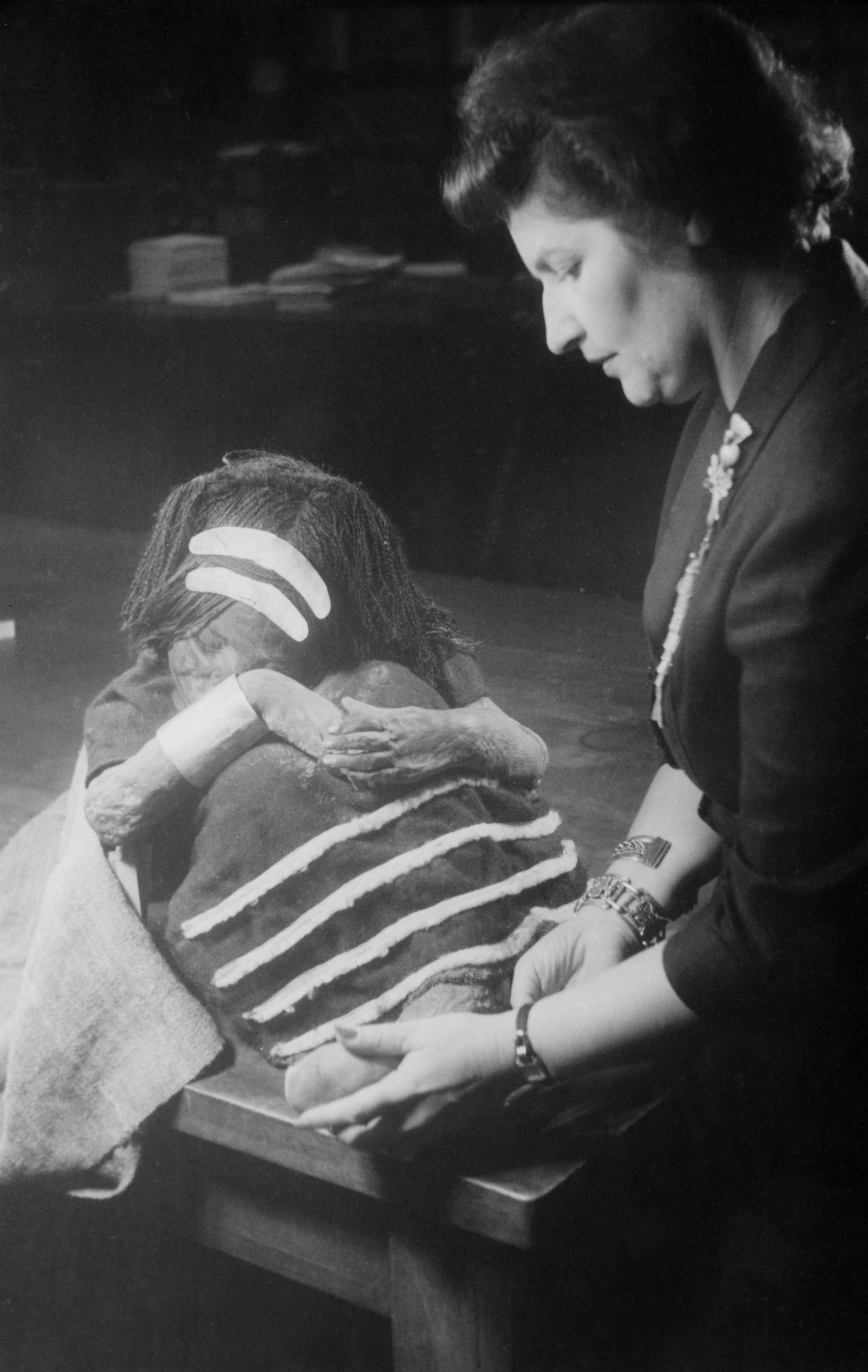
Grete Mostny en de Inca-mummie van de Plomo berg

Veel opdrachten brachten hem af en toe naar Europa, waardoor hij eind jaren vijftig weer in Amsterdam verbleef. Voor de NBC maakte hij een reportage over skûtsjesilen. Hij sloeg een oproep aan de Koninklijke Academie voor Schone Kunsten in Den Haag af. Hij wilde liever terug naar de archieven die hij in Chili had achtergelaten.
In de jaren zestig vestigde hij zich in het Caribisch gebied, eerst in de Dominicaanse Republiek en later in Jamaica. Hij publiceerde er zijn eerste boeken over. In 1968 reisde hij naar Mexico voor de Olympische Spelen. Stoppelman won de gouden medaille voor de beste kleurenfoto over de Olympische spelen, met een foto van het meisje dat de Olympische vlam mocht aansteken. Hij had zijn naam gevestigd en bleef daar tot het einde van zijn leven. In 1977 won Stoppelman de derde prijs in de categorie humor bij de World Press Photo.
In het circus was Stoppelman in zijn element. Tot op hoge leeftijd bezocht hij het circus Atayde, waarvan hij erelid was.

## Oeuvre

###### Boeken
- Jamaica (Ernest Benn, Londen 1962)
- La República Dominicana. Quisqueya, umbral de América (1959), met een voorwoord van Luis F. Thomen.[7]
- Mexico en movimiento (Nederlandse Rotogravure Maatschappij, Leiden 1970), met een voorwoord van Salvador Novo[8]
- Zo zit dat (Amsterdam 1979), ook uitgegeven in het Engels als How's that?[9] en in het Spaans als Eso es.

###### Artikelen
- Vakonderwijs in Zwitserland[10]
- Fotograferen in de bergen[11]
- El rodeo chileno (in: Sciences et voyages no. 133, januari 1957)

###### Prijzen
- Beste kleurenfoto van de Olympische zomerspelen 1968
- Derde prijs, World Press Photo 1977, categorie humor.[12]

- Gemeinsame Normdatei: 1025573676
- International Standard Name Identifier: 0000 0003 7712 2113
- Nederlandse Thesaurus van Auteursnamen: 130130206
- PIC: 386747
- RKD-Nederlands Instituut voor Kunstgeschiedenis: 395120
- Système universitaire de documentation: 154474711
- Virtual International Authority File: 254320770
- WorldCat: E39PBJyH3D984PrpFYryCxTfv3